# Tofet

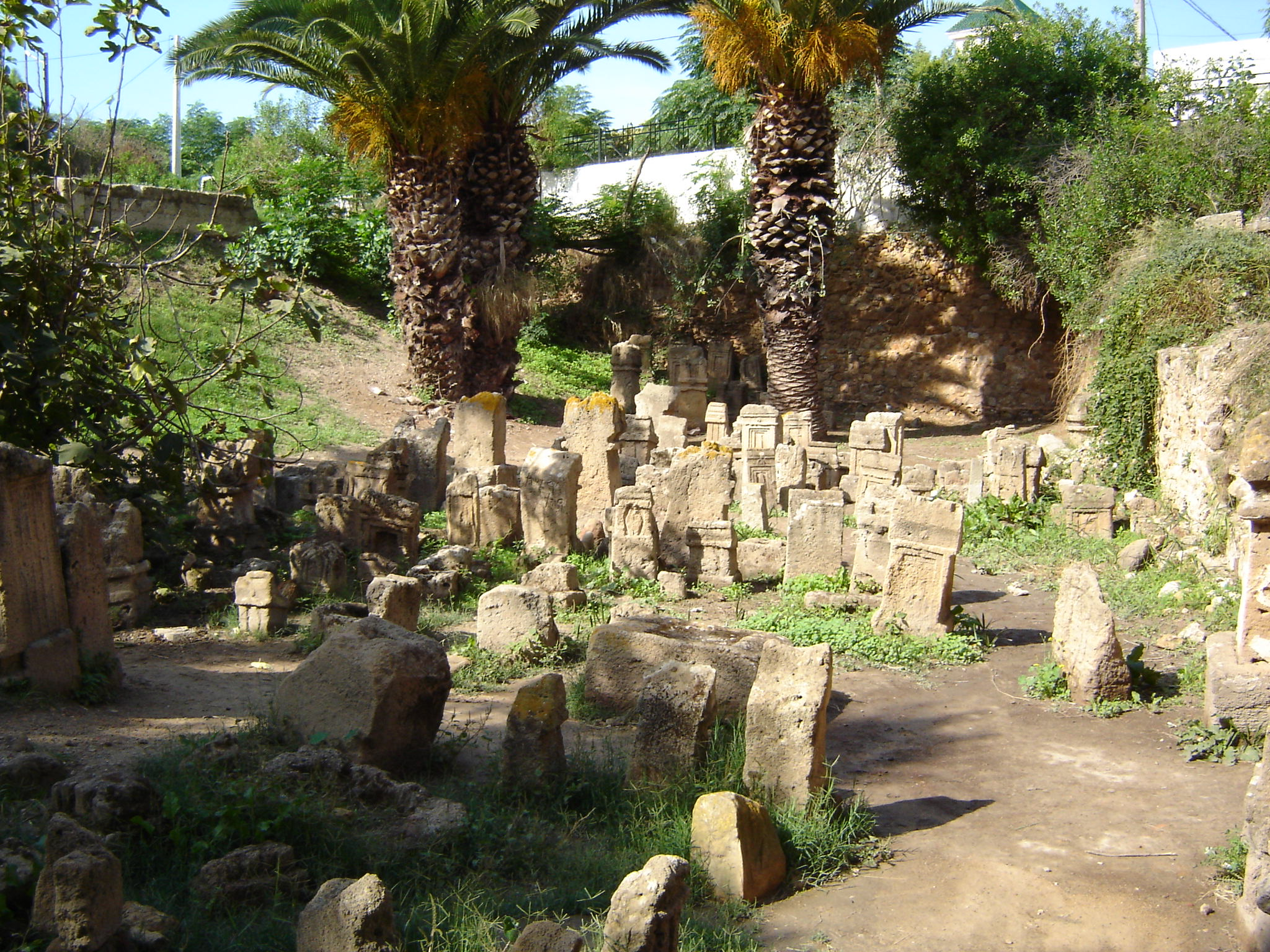
Il tofet di Cartagine

Il tofet (o tophet) è un santuario fenicio-punico diffuso nelle città fenicie e puniche dell'Occidente ad esclusione delle aree della penisola iberica e della costa tunisina.
Si tratta di un'area sacra a cielo aperto sulla cui roccia o sul terreno venivano deposte le urne che contenevano i resti incinerati di infanti nati morti o deceduti prematuramente, spesso accompagnati da un'offerta rituale per lo più animali (volatili e agnelli) anch'essi incinerati.
Una zona ristretta dell'area era in genere occupata dalle installazioni per il culto (sacelli e altari). Molti cinerari erano accompagnati da stele con iscrizioni, tutte di carattere votivo. Si trova di solito in un'area periferica dell'abitato, nei pressi della necropoli. Tofet sono stati rinvenuti a Cartagine, a Hadrumetum (oggi Susa, in Tunisia) e in altre città puniche dell'Africa settentrionale. In Italia sono presenti in Sicilia a Mozia e Solunto e in Sardegna a Tharros (vicino a Oristano), Sulki (oggi Sant'Antioco), sul Monte Sirai (vicino a Carbonia), a Karales, attuale Cagliari, a Nora e a Bithia.

## La funzione dei tofet
La funzione dei siti denominati dagli archeologi come Tofet è controversa. Il nome viene citato nella Bibbia nel libro del profeta Isaia 30,33 secondo libro dei Re 23,10 e in Geremia 7,31, come luogo dove i fanciulli erano «passati per il fuoco» in onore del dio Moloch o Melqart. A sacrifici umani alludono anche alcune fonti classiche e la pratica sembrava confermata dal ritrovamento in queste aree di numerosissime urne in terracotta con i resti di bambini e neonati, mescolati a volte con ossa di piccoli animali. Le iscrizioni si riferiscono al rito denominato molk, relativo al culto di Tanit e di Baal.
Tuttavia alcuni studiosi tendono a considerare che si trattasse piuttosto di aree di sepoltura separate (spesso infatti sono in prossimità delle necropoli), destinate alle tombe infantili. Anche in altre culture le sepolture dei bambini tendono ad essere separate da quelle degli adulti. Le analisi osteologiche dei resti ossei sembrerebbero confermare questa interpretazione: esse rivelano infatti la presenza di scheletri di feti e di bambini nati già morti e, in ogni caso, le ossa appartenevano a infanti di età inferiore ai due anni.
Alcuni studi hanno ipotizzato che, in realtà, Moloch fosse il nome del rito svolto nel Tofet e non del Dio al quale venisse dedicato.

## Il sacrificio cananeo-punico dei primogeniti
Le testimonianze bibliche e greco-romane trovano una decisiva conferma in un antico testo ugaritico, pubblicato nel 1978, che raccomanda il sacrificio a Baal di un toro e di un bimbo primogenito come extrema ratio per ottenere la liberazione di una città assediata. Si tratta chiaramente dello stesso rito offerto dal re di Moab, Mesha, che nel secondo libro dei re (3,26-27) offrì in olocausto il proprio figlio primogenito, bruciandolo sopra le mura per minacciare ai nemici l'ira di Baal. Incidentalmente si osservi che il dio nazionale dei moabiti, Chemosh, è identificato come "Baal-Maon" nella stessa stele di Mesha. 
Lo storico fenicio Sanchunathon avrebbe confermato questa pratica cananea per ottenere la liberazione dagli assedi, come confermato da citazioni di Filone di Biblo, Porfirio ed Eusebio di Cesarea. Anche Diodoro Siculo racconta che 200 bambini delle famiglie più nobili sarebbero stati sacrificati dai cartaginesi assediati in Libia da Agatocle.
Da queste fonti, quindi, sembrerebbe che l'immolazione dei primogeniti fosse un atto di culto riservato a circostanze eccezionali.
Anche Erodoto, trattando dello scontro decisivo di Himera del 480 a.C. dove Gelone di Siracusa, grazie all'alleanza con Terone di Agrigento, riuscì a riportare una storica vittoria sui Cartaginesi in cui Amilcare venne ucciso, le sue navi bruciate e i suoi uomini catturati venduti come schiavi, afferma che Cartagine dovette pagare un pesante indennizzo e che nel trattato stipulato, Gelone inserì che essi dovevano rinunciare ai sacrifici umani e soprattutto all'immolazione dei figli primogeniti nei Tofet.  Secondo alcune fonti ai bambini che ardevano nei bracieri, durante il rito, venissero fatte indossare delle maschere raffiguranti un volto di fanciullo sorridente. Con questa usanza si credeva infatti che i bambini morissero felici, ridendo.
Nella Bibbia il nome tofet è associato a sacrifici di bambini offerti da giudei superstiziosi, ma non in occasione di assedi:
In altri testi biblici, invece, il nome tofet è utilizzato simbolicamente per denotare un rogo in cui bruciano cose impure:
Una ricostruzione di fantasia del sacrificio di bambini nel tofet, si trova nel romanzo Salammbô di Gustave Flaubert, ambientato a Cartagine.

## Curiosità
Tophet è anche il nome di un vino Carignano del Sulcis, prodotto con l'antica tecnica "a piede franco" sulle sabbie dell'isola sarda di Sant'Antioco, a pochi passi dal locale Tofet.